# Haboro
Haboro (羽幌町, Haboro-chō) est un bourg du district de Tomamae, situé dans la sous-préfecture de Rumoi, sur l'île de Hokkaidō, au Japon.

## Géographie

### Situation
Le bourg Haboro se trouve sur l'île de Hokkaidō, au Japon, au bord de la mer du Japon. Les îles Yagishiri et Teuri font partie de son territoire.

### Démographie
Au 31 mars 2015, la population de Haboro s'élevait à 7 491 habitants répartis sur une superficie de 472,65 km2.

## Personnalités liées à la municipalité
- Keibun Ōta, peintre et illustrateur japonais, est né à Haboro, en 1951.